# Stichting Nationaal Fonds Kunstbezit
De Stichting Nationaal Fonds Kunstbezit is opgericht in 1997 door de Vereniging Rembrandt en heeft ten doel het bevorderen van aankopen van kunstwerken van eminent belang ten behoeve van openbare collecties in Nederland. Dit doet zij door het steunen van aankopen door musea van kunstwerken die van duidelijk en zeer belangrijk nationaal belang zijn en waarvan de prijs zo hoog is dat deze niet alleen door de reguliere budgetten van Nederlandse musea, vriendenverenigingen, steunstichtingen en de Vereniging Rembrandt gefinancierd kunnen worden.
Bij de fondsenwerving richt het Nationaal Fonds zich vooral op het bedrijfsleven en op particuliere fondsen. 

## Overzicht van steun bij aankopen
1998: "Victory Boogie Woogie", Piet Mondriaan, Gemeentemuseum Den Haag. Deze aankoop heeft voor nogal wat opschudding gezorgd omdat het mogelijk was door een onrechtmatige schenking van De Nederlandsche Bank aan het fonds. Het schilderij is nu deel van de permanente collectie van het Gemeentemuseum Den Haag.
1999: “Portret van een oude man”, Rembrandt van Rijn, Mauritshuis, Den Haag.
2000: "Molens in het Westzijderveld bij Zaandam" en "Gezicht op de Prins Hendrikkade en de Kromme Waal te Amsterdam", Claude Monet, Van Gogh Museum, Amsterdam.
2000: Drie portretten voorstellende de Antwerpse koopman Rogier le Witer, zijn vrouw Catharina Behaghel en zijn moeder, Magdalena de Cuyper, Jacob Jordaens (1635), Rijksmuseum.
2003: Portretten van een echtpaar, mogelijk Peter van Hecke, en Clara Fourment door Peter Paul Rubens, Mauritshuis Den Haag
2004: Portret van Adolf en Catharina Croeser aan de Oude Delft, bekend als Een Burgemeester van Delft en zijn dochter, Jan Steen, Rijksmuseum Amsterdam.
2005: “Gezicht op kasteel Bentheim“, Jacob van Ruisdael, Mauritshuis Den Haag
2006: “Zeegezicht met schepen“, Jan van de Cappelle, Mauritshuis Den Haag
2008: “De bocht van de Herengracht vanaf de brug van de Vijzelstraat in de richting van de Nieuwe Spiegelstraat te Amsterdam”, Gerrit Berckheyde, Rijksmuseum Amsterdam